# Kapla ob Dravi
Kapla ob Dravi (nemško Kappel an der Drau) je naselje v Občini Borovlje v Okraju Celovec-dežela na Koroškem v Avstriji.